# Enneboeus patagonicus
Enneboeus patagonicus is een keversoort uit de familie Archeocrypticidae. De wetenschappelijke naam van de soort is voor het eerst geldig gepubliceerd in 1964 door Kaszab.